# 191-es busz (Budapest)
A budapesti 191-es jelzésű autóbusz a Nyugati pályaudvar és a II. kerületi Sarolta utca között közlekedik. A vonalat a Budapesti Közlekedési Zrt. üzemelteti. A járműveket a Kőbányai és az Óbudai autóbuszgarázs állítja ki.
A 91-es és  291-es busszal megegyező útvonalon halad a Nyugati pályaudvar és az Apostol utca között. A Rózsadombon körforgalomként közlekedik a Margit körút – Margit utca – Margit tér – Apostol utca – Szeréna út – Sarolta utca – Szemlőhegy utca – Rómer Flóris utca – Margit körút útvonalon.

## Története
1971. május 7-én 91Y jelzéssel új elágazó járat indult a Rajk László utca (ma Pannónia utca) és a Vérhalom utcai SZOT Gyógyüdülő között. Augusztus 20-án a Szemlőhegy utcáig hosszabbították.
1977. január 1-jén a 91Y buszjárat jelzése 191-esre módosult.
1981. december 30-án a 3-as metró Deák tér–Élmunkás tér szakaszának átadása miatt a 91-es és 191-es buszok Rajk László utca végállomását a Marx térre helyezték (mai Nyugati tér), a 191-es buszok útvonala azóta változatlan.
2012. január 2-án a vonalon bevezették az első ajtós felszállást.

## Útvonala
| Sarolta utca felé |
| Nyugati pályaudvar M vá. – Szent István körút – Margit híd – Margit körút – Margit utca – Margit tér – Apostol utca – Szeréna út – Sarolta utca vá. |
| Nyugati pályaudvar felé |
| Sarolta utca vá. – Sarolta utca – Szemlőhegy utca – Rómer Flóris utca – Margit körút – Margit híd – Szent István körút – Nyugati pályaudvar M vá.   |

## Megállóhelyei
| 0  | Nyugati pályaudvar M végállomás | 11 | 4, 6 72, 73 9, 26, 91, 226, 291 S21 S50 Z50 S70 G70 Z70 S71 G71 S72 Z72 IC, EC, sebesvonat | Nyugati pályaudvar, Metróállomás, Autóbusz-állomás, Westend bevásárlóközpont, Skála Metró |
| 1  | Jászai Mari tér                 | 9  | 2, 2B, 4, 6, 23 75, 76 9, 15, 26, 91, 226, 291                                             | Margit híd                                                                                |
| 4  | Margit híd, budai hídfő         | 6  | 4, 6, 17, 19, 41 9, 26, 91, 226, 291                                                       | HÉV-állomás, Margit híd                                                                   |
| 6  | Apostol utca                    | ∫  | 91, 291                                                                                    |                                                                                           |
| ∫  | Margit körút                    | 4  | 91, 291                                                                                    |                                                                                           |
| 7  | Mansfeld Péter park             | ∫  |                                                                                            |                                                                                           |
| 8  | Vérhalom utca                   | ∫  |                                                                                            |                                                                                           |
| 9  | Kavics utca                     | ∫  |                                                                                            |                                                                                           |
| ∫  | Zivatar utca                    | 3  | 91, 291                                                                                    |                                                                                           |
| ∫  | Rómer Flóris utca               | 2  | 91, 291                                                                                    |                                                                                           |
| ∫  | Mandula utca                    | 1  | 91, 291                                                                                    |                                                                                           |
| 11 | Sarolta utca végállomás         | 0  |                                                                                            |                                                                                           |